# آلتیمیت بادی بلوز
 آلتیمیت بادی بلوز (انگلیسی: Ultimate Body Blows) یک بازی ویدئویی در سبک بازی مبارزه‌ای است که توسط تیم۱۷ و برای پلت‌فرم‌های آمیگا سی‌دی۳۲ و داس منتشر شده‌است.